# Lower Heyford
Lower Heyford är en ort och civil parish i Storbritannien.   Den ligger i grevskapet Oxfordshire och riksdelen England, i den södra delen av landet, 90 km nordväst om huvudstaden London. Lower Heyford ligger 102 meter över havet och antalet invånare är 484.
Terrängen runt Lower Heyford är platt. Runt Lower Heyford är det ganska tätbefolkat, med 230 invånare per kvadratkilometer. Närmaste större samhälle är Oxford, 18,7 km söder om Lower Heyford. Trakten runt Lower Heyford består till största delen av jordbruksmark.